# Heinz Jagodzinski
Heinz Jagodzinski (Aschersleben, 20 de abril de 1916 – Munique, 22 de novembro de 2012) foi um físico, mineralogista e cristalografista alemão.
Jagodzinski estudou física na Universidade de Greifswald e na Universidade de Göttingen, onde obteve em 1941 um doutorado em física, com a tese Über die Druckabhängigkeit der Anregungstemperatur in der Lichtbogensäule. Após a habilitação em 1944 em Marburgo foi diretor da seção de ciência cristalográfica do Fraunhofer-Institut für Silicatforschung em Würzburg, onde tornou-se professor extraordinário em 1955. A partir de 1959 foi professor de mineralogia na TH Karlsruhe. Foi desde 1963 professor ordinário de mineralogia e cristalografia da Universidade de Munique
Recebeu a Medalha Cothenius de 2001. Foi membro correspondente da Academia Austríaca de Ciências, membro da Academia de Ciências da Baviera (1969) e da Academia Leopoldina. Recebeu a Medalha Carl Hermann de 2000. Recebeu ainda a Medalha Friedrich Becke e a Medalha Abraham Gottlob Werner, ambas de 1981.

## Obras
- Kristallographie, in Handbuch der Physik, Volume 7-1, Springer Verlag 1955